# トニー・スターク
トニー・スターク (英: Tony Stark) は、マーベル・コミックが刊行しているアメコミシリーズ『アイアンマン』の登場人物であり、同作の主人公。自身の開発した、科学技術の粋を凝らしたパワードスーツを着用することで、スーパーヒーロー「アイアンマン」として活躍する。

## 概要
本名：アンソニー・エドワード・“トニー”・スターク（Anthony Edward "Tony" Stark）
1970年5月29日生まれの双子座、父親はアメリカの巨大軍需企業「スタークインダストリーズ」CEOハワード・スターク。マサチューセッツ工科大学を首席で卒業、20歳の誕生日に両親が事故で他界してしまい、莫大な遺産と大企業の経営権を得ることになった。社長に就任したトニーは、自身の頭脳を使って数々の新技術を次々に開発し、一躍時の人となった。好物はチーズバーガー、ツナサンド
折りしも、ベトナム戦争の真っ最中。トニーも新兵器の実用テストのために、ベトナムのジャングルを訪れていたが、そこで誤って地雷を踏んでしまい、現地ゲリラに捕らえられてしまう。心臓近くに突き刺さった破片により、余命いくばくも無いトニー。彼が天才的発明家であることに目をつけたゲリラの首領は、手術をする代わりに新兵器の開発を強制する。
この設定は1990年代に湾岸戦争で負傷したと修正されていたが、2005年にリブートされたアイアンマンの第4シリーズにおいて、トニーがゲリラに捕まった地がアフガニスタンと2度目の修正がされた。2008年の映画版はこれを踏襲している。
生きるためにその要求を受け入れたトニーだが、同じく捕虜として捕まっていた天才的物理学者のインセン教授と共に兵器開発のふりをしながら、自身の心臓のペースメーカーとなるパワードスーツを作り上げる。最後の充電中自らの命と引き換えに時間を稼いでくれたインセン教授のおかげでパワードスーツを起動させることに成功し、アイアンマンとなったトニーはゲリラたちを一蹴、母国へ帰還する。その後、アイアンマンを自社のボディーガードとして公表しヒーロー活動を始める。

### Secret Invasion
トニー・スタークは体を乗っ取ったウルトロンとの交戦を生き残ったが、病院でスパイダー・ウーマンと遭遇する。彼女はエレクトラに化けたスクラルの遺体を携えていた。迫りつつあるスクラルの侵略に気付いたトニーはイルミナティを招集し、遺体を示し、戦争状態である事を宣言した。ブラックボルトの正体がスクラルであることが明かされネイモアに殺害されてから、スクラルの軍勢が攻撃しトニーは他のイルミナティを立ち退かせ一体を破壊し、全てのスクラルを殺害せねばならなかった。互いを信用できないことが分かったメンバーたちは個別行動を開始し、来たるべき侵略への計画を練ることになった。

### Dark Reign
スタークは世間から姿を自在に変える異星人スクラルの地球侵略を防ぐ力がなかったこととスタークテックが実質的に独占していた世界規模の防衛産業を無力化されたことから信頼されなくなり中傷を受けることになった。侵略後、合衆国政府は彼をS.H.I.E.L.D.の長官から罷免しアベンジャーズを解散させ、イニシアチブの指揮をノーマン・オズボーン（＝グリーン・ゴブリン）に任せることにした。
アイアンマンはその後ヘンリー・ピムのマイティ・アベンジャーズのメンバーとして登場している。チソンの脅威と戦う前に、アイアンマンはハルクを抑制する手伝いをした。彼はチームを離脱した。自分にはまだチームの一員になる準備ができていないと気付いたからである。
エクストリミスの力を失い、スタークはウイルスをアップロードし登録法の全てのレコードを破壊した。オズボーンに自分の仲間のヒーローの正体を気付かせるのを防ぐ為である。唯一のコピーはスタークの頭の中である。彼は現在予備のアーマーの一つを使っており、スタークタワーにある本来のアーマーは現在オズボーンの手中にある。ウォーマシーンとの偽の交戦を経て、アイアンマンはどうにかして新たなアーマーを手に入れ、スターク・アンダーシー・ベースで自分を殺す為にオズボーンに雇われたネイモアと戦った。スタークはアトランティス人の裏をかき、崩れゆく基地から脱出することができた。秘密組織キャバルのメンバー達はスタークの捕獲を含めた多くの問題を議論する為に集まっている。

## 能力とパワー
トニーは、研究開発が主な仕事の「未来派芸術家」であり、常に新たな技術を作り出し、それを証明する方法を求めている。これは自身の強敵やデストラップに対峙した際のオーソドックスではないが、効率的なスーツの使い方を考案する事が可能な「創意工夫をする能力」に拡張されている。
また未来派芸術家であることに誇りを持っているアメリカの産業資本家・億万長者・軍事契約業者である。ビジネス界ではビジネス倫理と従業員に対しての誠実さで知られ、経済的な事象について話す時は人々の注目を集めている。ビジネスにおける環境保護への責任も果たそうとしており、多大な利益を上げ、ドクター・ドゥームと違法な取引をした従業員を即刻解雇した。
トニーは、一時期自分のアーマーが使用不可能になって戦う事ができなかった時にキャプテン・アメリカに格闘技のトレーニングを請うており、アーマーなしでもそれなりに戦える存在となった。

## MCU版
マーベル・シネマティック・ユニバース（MCU）では、ロバート・ダウニー・Jrが演じる。日本語吹替は主に藤原啓治が媒体を問わず担当していた（同シリーズの第1作、第2作のテレビ朝日『日曜洋画劇場』版に限っては池田秀一、第1作の機内上映版に限っては桐本拓哉が担当）が、2020年に死去した為、以降の『ホワット・イフ...?』や『マーベル・ワンショット:相談役』のDisney+配信に伴う日本語吹き替えの新録などでは森川智之が藤原の代役として担当している。
本項は、“アース616”（正史の宇宙）におけるトニー/アイアンマンを主軸として表記する。 

### キャラクター像
『アイアンマン2』の序盤までは“スターク・インダストリーズ”のCEOとして、以降は同社の会長として登場し、『アベンジャーズ』以降は“アベンジャーズ”の中心的存在としても活躍する。また、アベンジャーズの結成前には“S.H.I.E.L.D.”の“相談役”としての任を請け負っていたこともあった。
全米から注目される天才発明家兼慈善家であり、1977〜1984年までフィリップス・アカデミーに在学し、17歳で MITを首席卒業して、工学で理学士号を取得。21歳の時、スターク社の先代CEOだった父親のハワード・スタークの死後、後を継いで同社CEOに就任。その才能を活かして数々の兵器開発に携わってきた。
飄々としながら斜に構え、自身を「天才、億万長者、プレイボーイ、慈善家」と認めるナルシストであり、754億3000万ドルの財産を有し、アドレナリン中毒かつレース狂でもある。その一方で、公私双方のパートナーであるペッパー・ポッツや、親友のジェームズ・“ローディ”・ローズ/ウォーマシン、ハッピー・ホーガンとは深く信頼し合っているものの、他者を信用しきれない性格をしており、手渡しが嫌いで差しだされた物を直接受け取らないこともある気難しい内面や、家事全般が苦手な様子に加え、想定外の事態や窮地に陥ると、激しく意気消沈したり羽目を外してしまうなどメンタルが弱く衝動的な人物でもある。
輝かしい経歴を持つ傍らで、ヒーローとなる以前は、私生活で雑誌“マキシム”の表紙モデル12人と毎月関係を持っていたという噂が流れ、アポジー賞の授賞式をすっぽかしてカジノで豪遊するなど、無類の遊び人としての顔を見せつつ、「“一度使えば勝負が決まる武器”が最強」との考えを持ち、軍事技術で世界平和の実現を積極的に望む男でもあった。
だがスターク社製兵器が、世界平和とは逆の結果に繋がるきっかけを生んでいた事実を複数目のあたりにし、兵器を無闇に売り捌かないことを誓うほどそれまでの価値観を改め、償いと真の世界平和のために、自らパワードスーツを開発・装着して、兵器を悪用する輩と戦うことを決意。マスコミによって命名された“アイアンマン”と自称して自警活動を開始した。やがて、幾多の事件やヒーローに対する世情などによる苦悩と心情の変化と共に、ニック・フューリーによって邂逅したスティーブ・ロジャース/キャプテン・アメリカやソーをはじめとする他の超人ヒーローたちと結成したアベンジャーズの一員として、地球のみならず全宇宙の平和を守るための戦いにまで身を投じることとなる。
こういったキャラクター像とステータスから、彼と信頼し合う友や一目置く人物だけでなく、嫌う者・明確に敵視するヴィランも多数登場する。
また、ペッパーとは、多くの出来事を経て入籍し、彼女との間に一人娘のモーガンを授かった。

### 『ホワット・イフ...?』版
声 - ミック・ウィンガート
日本語吹替 - 森川智之
トニー・スターク / アイアンマン（アース51825）
“アース51825”におけるトニー/アイアンマン。正史のトニーと同様にアベンジャーズ候補であるが、毒素に身体を蝕まれている現状に苦しんでいる。
トニー・スターク / アイアンマン（アース89521）
“アース89521”におけるトニー/アイアンマン。正史のトニーと同様にアベンジャーズの中心格であるが、“量子ウイルス”に感染してゾンビと化してしまう。
トニー・スターク（アース32938）
“アース32938”におけるトニー。基本的な性格とスターク社CEOであることを除いて、後述の経緯から正史のトニーと異なり、アイアンマンにはならず、自社の軍需産業も継続させている。
トニー・スターク / アイアンマン（アース29929）
“アース29929”におけるトニー/アイアンマン。正史のトニーと同様にアベンジャーズの中心格であり、ウルトロンも生み出してしまった。
トニー・スターク / アイアンマン（アースTRN908）
“アースTRN908”におけるトニー/アイアンマン。具体的な人物像の描写は多くないが、基本的な性格と軍需産業から手を引いたという正史のトニーと同等と思しき言動を見せている。

### 能力
現代の最先端設備や新品の素材だけでなく、劣悪な環境下で市販の工具と廃材のみでも高性能な武装やツールを創り上げることができるほど、発明家としての頭脳と工学技術は非常に秀でている。戦闘では自ら開発した“アイアンマン・アーマー”を装着し、アーマーの機能を使いこなして敵に挑み、他のヒーローたちとの戦況を覆す連携作戦や、アーマーが手元にない状態でもフォーミュラカーの残骸・ガソリン・電化製品といった周囲のものを利用して反撃に出るなど、咄嗟に効果的なアイデアも披露する。また、素の身体能力と格闘戦能力は他のヒーローたちに劣るように見えるが、場合によっては生身で軽やかな身のこなしを見せ、スティーブやバッキー・バーンズ/ウィンター・ソルジャーと繰り広げてしまった死闘では、アーマーを装着した状態で怒りに支配されていたことも手伝って、超人兵士である彼らと極めて激しい殴り合いを繰り広げている。さらに、母国語である英語やフランス語のほか、スペイン語、イタリア語、ダリー語まで話せる言語力を有している。

### ツール・ビークル
アイアンマン・アーマー
トニーが自ら悪と戦うために創り上げ、装着するパワードスーツ。トニーはこのアーマーをマーク1から85まで開発・運用した。
アーク・リアクター/リパルサー・テック・ノード
スターク社が開発した半永久発電装置である“アーク・リアクター”の小型版。当初トニーは、ミサイルの破片が食い込みかけた自身の心臓を保護するペースメーカーとしてこの装置を創り上げ、胸部に移植したが、後に開発したアイアンマン・アーマー各種の動力源としても利用される。
スターク・メディカルスキャナー（Stark Medical Scanner）
アーク・リアクターのパラジウムに身体を蝕まれていた頃のトニーが、自身の血中毒素の数値を測るために度々使用していたポケベル風の小型計測機。球体状パーツに使用者の指先を押し当てることで、微量の血液を採取・計測し、画面に血中毒素の数値をパーセント表示する。血液採取は僅かな痛みを伴うようで、トニーは使用し終える度に顔を歪めている。
スマートフォン
トニーが愛用する、透明のボディが特徴の高性能携帯端末の一台。インターネット電話や、テレビモニターをジャックして遠隔操作及びアイアンマン・アーマー用格納庫を展開するリモコン機能、3Dホログラムディスプレイまで複数の機能を備えている。
リパルサー［簡易型］（Repulsor）
2012年のクリスマスシーズンにトニーが護身用として所持していたツール。右掌に装備され、1発分だけ生身で“リパルサー・レイ”を発射することができるが、一度使用すると破損してしまう使い捨てのツールであり、それに加えて使用したトニーが熱がっていたことなど、武器としての信頼性は今ひとつであることがうかがえる。
“ローズヒル”でエリック・サヴィンに対して使用する。
武器セット
アイアンマン・アーマーを使用できない状態のトニーが、ハーレー・キーナーの励ましを受けて、ホームセンターで買い漁ったさまざまな資材と最小限の工具で作り上げた即席の武器一式。完成した武器は、ネイルガン、スタンガン、電流グローブ、紐付分銅、爆薬を仕込んだクリスマスボールであり、これまでのトニーの発明品に比べれば一見ローテクだが、どれも生身の人間を倒すには充分な性能を有し、トニーはマイアミにトレヴァー・スラッタリーの豪邸に侵入した際に、これらを巧みに使いこなして、武装したガードマンを蹴散らす。
腕時計
Pimp Pimpin ain’t Easy PU LED watch
“アベンジャーズの内乱”の時期にトニーが右腕に巻いていたデジタル腕時計。3Dホログラムディスプレイの展開や妨害電波放出のほか、巻いたものの右手首にフィンガーレスグローブ型アーマーを装着させる機能を有しており、本体を2回突くことでディスプレイが展開し、本体からスライドしたパーツを右手首側へ引っ張ると、同時に放出された微細部品が瞬時にグローブ型アーマーを形成する。このアーマーは、衝撃波や閃光を放つ機能と、拳銃弾を防ぐ程度の硬度を備えており、アイアンマン・アーマーには及ばないものの、護身用には適している。
トニーは、ヘルムート・ジモに操られたバッキーを止める際にはグローブ型アーマーを、サム・ウィルソン/ファルコンにスティーブたちの行き先を尋ねる際には妨害電波放出機能をそれぞれ使用している。
ウルベルク UR-110RG
ピーター・パーカー/スパイダーマンがバルチャーの一味と戦っていた時期に、トニーが左腕に巻いていた腕時計。この腕時計は、“アイアン・スパイダー・スーツ”の格納庫を展開するリモコン機能のみが描写され、ピーターをアベンジャーズにスカウトする際に披露する。
サングラス
アベンジャーズの内乱の時期から使用される高性能グラス。スマートフォンや腕時計各種と同様のハイテク・ツールであり、本体のレンズはトニーをサポートする人工知能“F.R.I.D.A.Y.”とリンクしたディスプレイとなり、Wi-Fiに接続することでアイアンマン ・アーマーの遠隔操作も可能。
アキュラ・NSXコンセプト
アキュラからの提供。オープン仕様になっている。なおこのNSXは初代NSXからの改造車である。
アウディ・R8
アウディからの提供。
このほかにもトニーは、スラッタリーの豪邸のガードマンからキンバー・カスタムやSIG SAUER P229R、イングラムM10を奪取・使用する。
ベル 429
スターク社所有のヘリコプター。機内には、タッチパネルや自動操縦機能、“アイアンマン・アーマー マーク46”の格納・装着設備が搭載されている。アベンジャーズの内乱時に、“ラフト刑務所”への移動手段として運用する。

### スターク邸（Stark's Mansion）
トニーのかつての自宅で、海に面した崖の上にある豪邸。住所はマリブ・ポイント10880、郵便番号は90265。海に面した崖の上にある邸宅で、セキュリティなど全体の管理は“J.A.R.V.I.S.”が担当している。リビングには複数のソファーのほかグランドピアノやギターが置かれ、屋外プールやジムといった娯楽設備も充実しており、ベッドルームでは、朝になるとガラスのスモークが消えて日光が差し込み、美しく広大な海を見ることができるなど、近未来的な高級住宅である。また、地下には複数の自動車が駐めてあるガレージと、トニーのラボであるワークショップまで設けられている。しかしトニーの破天荒な行動と研究開発で、ワークショップも含めて邸宅の内壁や設備などが破損することもしばしばであった。
ワークショップ
スターク邸の地下に設置されているガレージの一部のスペースを、様々な開発・実験用に改築されたトニーのラボ。このスペースもJ.A.R.V.I.S.に管理され、ここに入るにはガラス張りのドアにパスワードをテンキー入力する必要があり、そのパスワードはトニー以外ではごく限られた人物しか知らない。工具各種は勿論、“DUM-E”と“U”をはじめとするトニーの発明品や、キッチン、冷蔵庫、キャプテン・アメリカの盾の試作品などが置かれ、数台のApple製モニターとバーチャルキーボード、3Dホログラムを真上に展開するモニターテーブルなどの高性能な最先端設備を複数備える。
そしてトニーがアイアンマン・アーマーを開発してからは、ショップの中央にアーマー装着用装置が床部分と天井部分に内蔵され、床部分からは下半身のパーツ用のフィッティング機器、天井部分からは上半身のパーツ用の2本のマニピュレーターが降下し、トニーがアーマーを着脱する際には、それらの装置が駆動する。
2010年には、新設された4台のパソコンモニター付きの机や、アーマーの格納スペース“ホール・オブ・アーマー”が備わるなど、内装が変更された。新設された机のパソコンは起動させるとショップ全体に3Dホログラムを展開し、J.A.R.V.I.S.の操作で物体をスキャニングするシステムまで備える。
2012年のクリスマスシーズン時には、ホール・オブ・アーマーがマーク8以降のアーマーも格納できるよう地下2階分に拡張された。
トニーが世間に自分がアイアンマンであることを公表した直後の夜には、 フューリーがセキュリティを難なく突破して当邸宅に侵入し、トニーに“アベンジャーズ計画”の構想を伝える。
2010年には、誕生パーティーでのトニーとローディの殴り合いでかなりの損害が出ており、“プリズム加速器”組み立て時にもトニーがワークショップと合わせて床や壁に穴を開けていた。同時に、フューリーの指示を受け、ナターシャ・ロマノフ/ブラック・ウィドウやフィル・コールソンがトニーに対する監視任務で潜入、来訪する。
2012年の年末にはクリスマスシーズンということで、トニーがペッパーの為に高さ数メートルのウサギの特注縫いぐるみを置いていた。その後日に、トニーがマスコミを通してマンダリンに宣戦布告をしたことで、偽装された武装ヘリ3機の襲撃を受け、ミサイル攻撃により邸宅の地上部分とラボは完全に破壊され水中に没する。だが、マーク8〜41用のホール・オブ・アーマーは無事だったため、アルドリッチ・キリアンや“エクストリミス・ソルジャー”群との決戦で“ホーム・パーティ・プロトコル”が発動され、破壊を免れた全アーマーが飛び立つ。
また、アース32938にも同等の邸宅が存在し、ウンジャダカ/エリック・キルモンガーやサディアス・ロスが来訪して、“リベレーター”の設計・開発・量産指示などが行われる。

### 各作品での活躍
『アイアンマン』
日本語吹替 - 藤原啓治（劇場公開版）、池田秀一（テレビ朝日版）、桐本拓哉（機内上映版）
本作でMCU初登場。
アフガニスタンにローディと共に出張し、バグラム空軍基地で新兵器“ジェリコ”のデモンストレーションを行い成功させるが、その帰路で“テン・リングス”の襲撃を受けて重傷を負い、拉致されてしまう。彼らの拠点の洞窟で、皮肉にも自身の心臓付近にスターク社のミサイルの破片が刺さったこととスターク社製兵器が悪用されている現実を知り、ジェリコの開発提供まで要求され失意に落ちるが、自分より先に捕虜となっていたホー・インセンの支えで持ち直し、彼と協力してジェリコ開発を装い、脱走を計画。心臓保護用の小型アーク・リアクターを発明・移植し、パワードスーツの“マーク1”を完成させ、自ら装着してゲリラたちに反撃するが、起動の際にインセンが犠牲となり、彼に感謝の言葉を残した。更にゲリラが保有していたスターク社製兵器を全て爆破し、脱出に成功。その後、駆けつけたローディたちに保護され、帰国した。
それから間も無く、記者会見でスターク社の軍需産業撤退を発表し、周囲の人物の批判を受けながらも、自宅のワークショップに籠って小型アーク・リアクターの完成品とパワードスーツの“マーク2”を制作し運用練習に明け暮れた。その後慈善イベント会場で、テン・リングスがオバディア・ステインとの不正取引で得た兵器を用いて“グルミラ”を攻撃していることを知り、完成して間もない“マーク3”を装着してグルミラへ飛ぶと、テン・リングスを一網打尽にし、襲われていた現地の人々を解放する。また、飛行中にアメリカ空軍のF-22に不審機と誤認され、ドッグファイトの末に接触事故を起こすが、事故機のパイロットを見事に救った。
自宅に戻ると、ペッパーに自身の新たな決意を説き、不正取引の情報奪取を頼むが、オバディアの不意打ちを受け、アーク・リアクターを奪われて命の危機に陥った。しかしDUM-Eとローディに救われ、アーク・リアクターの試作品とマーク3を装着し、“アイアンモンガー”を起動させたオバディアと対決。ペッパーのサポートにより勝利した。
後日、この戦闘についての会見で、自らがパワードスーツを装着した“アイアンマン”だと明かした。そしてその夜、スターク邸に現れたフューリーからアベンジャーズの話を持ちかけられる。
『インクレディブル・ハルク』
日本語吹替 - 藤原啓治
本作では、物語のラストでノンクレジット・カメオ出演した。自棄酒と煙草に浸るサディアス・ロスの元に現れ、皮肉げに声をかけながら自分たちはチームを編成中だと告げる。
なお、MCUの時系列においてこのシーンは、『アイアンマン2』直後の出来事である。
『アイアンマン2』
日本語吹替 - 藤原啓治（劇場公開版）、池田秀一（テレビ朝日版）
本作では、スターク社のCEOの座をペッパーに譲渡する。同時に前作以上に精神面の脆さを露呈し、醜態もさらしてしまう。
自身がアイアンマンであると公表してから6ヶ月間に渡りあらゆる紛争地帯にヒーローとして武力介入・鎮圧し続け、大衆からの人気を確固たるものとした。同時に“スターク・エキスポ”を開催させ、上院軍事公聴会ではアイアンマン・アーマーについて、軽妙な語り口でアーマーは兵器ではなく、提出することはできないと断固として拒んだ。しかしその裏では、アーク・リアクターのパラジウムの毒素に身体を蝕まれ、一日2.4リットル分のクロロフィルを摂取しなければならない毎日に苦悩していた。そのため自らの死期の訪れを悟って、スターク社CEOの座をペッパーに譲渡するだけでなく、ナタリー・ラッシュマン（ナターシャ）を新たな自分の秘書に指名したり、出張先のモナコでグランプリレースに正規のレーサーを押し退けて出場するなど突飛な行動を続けてしまう。そして“ウィップラッシュ・アーマー マーク1”を装着して現れたイワン・ヴァンコ/ウィップラッシュに対して、“アイアンマン・アーマー マーク5”を装着して勝利した後の尋問で、アーク・リアクターの出力に関して結果的にアドバイスする失態も犯した。
自身に対する世論の悪化を知って、自らの誕生パーティー中止を提案しペッパーに却下されるが、いざパーティーが始まると、“アイアンマン・アーマー マーク4”を装着しながらの泥酔に乗じ、その武装を乱用して大騒ぎを起こし、マーク2を装着したローディと殴り合いを繰り広げた挙句に、孤立してしまう。
だが駆けつけたフューリーからのトランクの中にあったハワードのメッセージフィルムを観て奮起。ペッパーへの謝罪は失敗するが、スターク社の社長室で見つけたスターク・エキスポのジオラマに新元素の構造図が隠されていることを突き止め、新たなアーク・リアクターを製作し、完成させた。そこにヴァンコから宣戦布告され、新たなアーク・リアクターを取り付けて身体の治療にも成功し、“アイアンマン・アーマー マーク6”を装着してスターク・エキスポ会場へ飛んだ。
会場に到着し、“ハマー・ドローン”のデモンストレーションに“ウォーマシン・アーマー マーク1”を装着して参加していたローディにヴァンコの存在を話すが、ヴァンコによってウォーマシンとドローンが遠隔操作されて戦闘となり、ドローンを全て破壊し、ナターシャのサポートを受けてローディを救い、友情を取り戻した。直後に“ウィップラッシュ・アーマー マーク2”を装着して現れたヴァンコも、ローディとの連携で見事に打倒し、ドローンの残骸の自爆に巻き込まれかけたペッパーも助け、彼女とも和解して恋人同士となった。
後日、フューリーからナターシャによるアベンジャーズの適正調査の結果通知とS.H.I.E.L.D.の相談役登用を受けて承諾。ラストではローディと共に勲章を受賞する。
『アベンジャーズ』
日本語吹替 - 藤原啓治
本作では、ブルース・バナー/ハルクとの協力による“テッセラクト”の捜索、ハッキング、戦闘など、オールマイティに作戦の中核を担う存在として描かれる。現CEO恋人のペッパーが親しげに接するコールソンに焼餅を妬きつつも、“ヘリキャリア”乗艦時には心許せる友として向き合う人間性や、自分たちを兵士と称するスティーブに、それは違うと強く否定する確固たる意志も見せる。
ニューヨークに構えた“スターク・タワー”開発に勤んでいたところにやってきたコールソンの呼びかけに応じ、テッセラクトの行方を追うべくS.H.I.E.L.D.に協力。シュトゥットガルトでロキを捕縛したものの、彼を巡って血気盛んなソーと拳を交えたり、ヘリキャリアに乗艦してからは生真面目なスティーブと長く啀み合うなど、相手を茶化す態度から他のヒーローの不興を買ってしまう。同時にフューリーにはかなり早い段階で不信感を抱いており、ヘリキャリアのブリッジにコンピューターウイルスを仕掛けてS.H.I.E.L.D.がテッセラクトを欲する真の理由を突き止め暴露するが、スティーブとの啀み合いも手伝って、ヒーローたちの内部分裂を引き起こすことになってしまった。
だが、ロキに操られたクリント・バートン/ホークアイらがヘリキャリアを攻撃した際には、スティーブと協力して同艦の墜落を阻止することに成功し、コールソンの死後にロキがスターク・タワーをも利用してワームホールを開こうとしていると真っ先に勘付き、率先してスターク・タワーへ向かった。そこでロキと対峙後、“アイアンマン・アーマー マーク7”を装着し、開いたワームホールから現れた“チタウリ”の大群と“リヴァイアサン”に戦いを挑む。そしてアベンジャーズの一員として敵に空中戦を展開し、リヴァイアサンの体内に突入して貫く豪快な特効戦法も披露した。
戦闘の終盤では、戦地のニューヨークに発射されてしまった核ミサイルを捨て身の行動でワームホールに押し込み、チタウリの母艦に命中させて戦闘を終結させたが、その際のショックで気絶し、墜落しながら帰還。間一髪でハルクに救われる一幕もあった。目を覚ますと、仲間意識を感じたアベンジャーズの面々へ「シャワルマを食べに行こう」と誘った。
後日、捕縛したロキとテッセラクトを連れてアスガルドへ帰るソーの見送りにスーツ姿で参加し、スティーブと握手を交わして、ブルースと2人でその場を後にした。そしてペッパーと共に破損したスターク・タワーの改修作業に取り掛かる。しかしシャワルマの食事会では、皆戦闘後で疲労困憊だったため、無言の空気となっていた。
『アイアンマン3』
日本語吹替 - 藤原啓治
本作では、2012年5月の“ニューヨーク決戦”の際に死にかけた経験で、当時の戦いに関連する単語を聞くとパニック発作を発症するほど深刻なPTSDと不眠症を抱え込み、その不安を払拭するためにアイアンマン・アーマーの増産に没頭し、外出時にもアーマーを持参するなど“アーマー依存症”といっても過言でない状態にまで陥っていた。
“アイアンマン・アーマー マーク42”の開発に励んでいたクリスマスシーズンに、ローディから体調を心配され、ペッパーとの関係も危うくなってしまっていたなか、自身とペッパーの仲を気遣ってくれたハッピーが、世間を騒がせている“マンダリン”のテロの巻き添えで重傷を負ったことに怒り、マスコミの前でマンダリンへ自宅の住所も告げて宣戦布告同然に挑発してしまう。
だが後日、スターク邸でマンダリンの情報を集め、来訪したマヤ・ハンセンを迎えた矢先に、マンダリンの刺客が差し向けた武装ヘリ3機の襲撃を許してしまい、応戦するが、破壊されたスターク邸の瓦礫ごとマリブの海へ水没し、J.A.R.V.I.S.によるマーク42の誤操作でテネシー州へと飛び立ってしまった。
不時着したローズヒルで、マーク42が停止しJ.A.R.V.I.S.の助力も暫く得られなくなるが、代わりに出会ったハーレイの協力を受けてチャド・デイヴィスの爆死現場や、彼の母親から“A.I.M.”の機密ファイルを入手。そこへ襲ってきたエレン・ブラントを打倒し、サヴィンも撃退すると、ハーレイにマーク42とJ.A.R.V.I.S.の管理を任せ、ローズヒルを後にした。
ローディや、道中で出会ったゲイリーの助けを借りてA.I.M.の“エクストリミス”実験の証拠映像を視聴し、復旧したJ.A.R.V.I.S.とハーレイからマンダリンの拠点の在り処を知らされると、マイアミのマンダリンの拠点に浸入したが、そこでマンダリンの真実をスラッタリーから知らされるも、サヴィンに拘束されてしまう。
眼前にいたマヤに自分を解放するよう説得を試みるが、彼女は本性を現したキリアンに射殺されて失敗。しかし、キリアンの目を盗んで再起動したマーク42を呼び寄せて装着し、自身と同様に捕らわれていたローディと合流。スラッタリーから押収した高速ボートでフロリダ沖へ向かうが、“アイアン・パトリオット”を奪い、マシュー・エリスを襲ったサヴィンの対処のためにマーク42を遠隔操作で大統領専用機へ飛ばし、格闘の末サヴィンを倒した。同時に機外へ吹き飛ばされてしまった乗務員13人は、墜落前に乗務員全員で手足を掴みあって掬い上げ、河川に着水させるという方法で救出した。
そしてローディと共にフロリダ沖の埠頭に到着し、現れたエクストリミス・ソルジャーたちに対抗するために“ホーム・パーティ・プロトコル”を発動。エリスをローディに任せて自身はペッパー救出とキリアンとの決闘に臨み、エクストリミスに適合したペッパーがキリアンにとどめを刺したのを見て、彼女の治療とアーマーの処分を約束し、“クリーンスレート・プロトコル”を起動して、アーマー全てをクリスマスの花火代わりとして爆破した。
その事後、PTSDも不眠症も克服し、数年間心臓付近に刺さっていたミサイルの破片の除去手術を受け、ペッパーと一層仲を深めた。物語のラストで、スターク邸跡地に赴き、不要になったアーク・リアクターを海へ投げ捨て、DUM-EとUを回収してその場を後にする。
『アベンジャーズ/エイジ・オブ・ウルトロン』
日本語吹替 - 藤原啓治
本作では世界の平和維持のためにアベンジャーズの活動資金の提供や、新装備の開発も一手に担当すると共に、パーティーでソーと恋人自慢を繰り広げる姿や、アベンジャーズの僚友たちも将来的な危機から解放したいと願う想いを見せるが、その結果ウルトロンを独断で誕生させるという度が過ぎる行動に出た結果、一連の騒動の引き金を引くこととなった。また、スティーブと平和を守ることに対する考え方の違いをぶつけ合う場面もある。
冒頭のソコヴィアで“ヒドラ”との戦いを制すると、ワンダ・マキシモフ/スカーレット・ウィッチのテレパシーによって自身の持つ不安を増長させられ、その状態のまま“セプター”を回収。その中から発見した人工知能を発展させ、かねてから構想していた平和維持を目的とする“ウルトロン計画”を、ブルースを巻き込んで行ってしまい、ウルトロンを邪悪な存在として覚醒させたことで皆からの非難を浴びることとなった。
それでも、償いとウルトロンから世界を救うために戦うことを決意。南アフリカでは、“ウルトロン・プライム”を戦闘で粉砕するも、ワンダのテレパシーで暴れてしまったハルクを止めるために、“ハルクバスター”を用いてヨハネスブルグ市内で激戦を展開したことで、アベンジャーズへの世論を悪化させてしまった。
その後クリントの農場に招かれると、フューリーからの情報でオスロにある“ネクサス”に向かい、そこで取り戻したJ.A.R.V.I.S.をウルトロンから奪取した人工生体ボディに移す作業を実行し、反対するスティーブたちと小競り合いを起こすも、J.A.R.V.I.S.をヴィジョンへと転生させることに成功した。
ソコヴィアでの決戦時には、ウルトロン軍団と戦う最中、マンションから逃げ遅れた家族を浴槽に乗せ、持ち上げながら飛行して救う場面と、ウルトロンによって浮上・落下したソコヴィアの首都をソーとの連携で破壊し、被害を最小限に抑える活躍も見せた。
ウルトロン打倒後は、今回の行為の贖罪に専念するため、アベンジャーズを一時的に脱退する。
『シビル・ウォー/キャプテン・アメリカ』
日本語吹替 - 藤原啓治
本作からスティーブやナターシャ、クリントからは「トニー」とファーストネームで呼ばれるようになり（前作までは「スターク」）、ハワードにキャプテン・アメリカの話を聞かされ続けたことからスティーブに嫉妬していたという心情も吐露している。また、かつてキリアンを打倒した直後に交わした約束を結局は守れなかったことから、ペッパーとは別居してしまっている。
ソコヴィアでの事件以降、戦線から退いて奨学金給付活動などに精を出していたが、MITでミリアム・シャープから受けた糾弾をきっかけに、これまでの戦いで犠牲者を多数出した自責の念を深め、ロスから提唱された“ソコヴィア協定”に賛成の立場を取り、スティーブたちと意見が割れることになる。
その後協定の賛否に加えて、協定の調印式で発生した爆破テロの嫌疑がかかったバッキーの捕縛を巡って対立することになるほどスティーブとの関係が一層良くない方向に傾いてしまい、一度捕縛されたバッキーをテロの首謀者であるジモに利用されたことも手伝って、スティーブたちとの実力行使による争いにまで発展させてしまった。
自らスカウトしたピーターたちを助っ人に加えたライプツィヒ・ハレ空港での大乱戦で、自身はこと無きを得たものの、スティーブとバッキーに飛び去られてしまい、自らの陣営のヒーローたちが皆倒れたり離れる結果となったが、F.R.I.D.A.Y.からの情報で漸くスティーブたちの真意に気づく。ロスからの協力は拒否されたものの、ラフト刑務所に収監されたサムから教えられたシベリアへ向かい、スティーブたちと協力して、遂に対峙したジモを捉えようとするが、ジモに見せつけられたバッキーによるスターク夫妻の暗殺時の映像と、その内容に勘付いていたことを隠していたスティーブに激昂、両親の仇を討つためにバッキーに襲い掛かろうとしたが、それを望まないスティーブとの死闘へと発展してしまう。バッキーの義手を破壊して追い詰めたものの、彼を必死で守ろうとするスティーブも決して退かず、最終的には装着していた“アイアンマン・アーマー マーク46”の機能停止によって戦闘不能に追い込まれ、スティーブに彼のキャプテン・アメリカの盾を手放すように投げかけ、バッキーを連れて立ち去るスティーブと別離することとなった。
事後は“アベンジャーズ・コンパウンド”で、下半身不随となったローディのリハビリを手伝っていた。彼の負傷やアベンジャーズの離散に責任を感じ、スティーブとの決別もあって傷心状態であったが、ローディから掛けられた「後悔はしていない」の一言に励まされる。そんな中、スティーブから謝罪と友情が書かれた手紙とフリップフォンが届き、ロスからラフト刑務所が破られたという連絡が入るが、手紙の内容からスティーブの意思を尊重し無視する。
『スパイダーマン:ホームカミング』
日本語吹替 - 藤原啓治
本作では、ややシニカルで飄々とした振る舞いはそのままに、幾多の経験からこれまで以上に大人の風格を醸し出すようになっている。ピーターへ指導者的、あるいは男親的な存在として厳しく接する。
ピーターへ大きな期待をかけ、ヒーローに抜擢し、彼に“ハイテク・スーツ”を渡すが、彼をまだ15歳で半人前の少年であると捉えていることから、スーツには“補助輪モード”とGPSでの監視を施すと同時に、ピーター本人にはあまり危険な行為をしないよう釘を刺す。時には“アイアンマン ・アーマー マーク47”を用いてピーターを助けることもあるものの、普段の仕事で多忙なため、細かいケアまで手が回っていない。
やがてピーターがフェリーで大勢の乗客を危険に晒してしまうと、後始末として自らが出動して首尾よく乗客たちを救った後、ヒーロー活動とそれに伴う責任を把握しきれていなかったピーターに失望・叱責して彼からハイテク・スーツを没収する。だが、ピーターがスーツに頼らず単身でトゥームスの計画を阻止したことにより、彼の実力や責任感を認めて、正式にアベンジャーズのメンバーへとスカウトするようになった。しかしピーターがアイアン・スパイダー・スーツの贈呈やアベンジャーズ加入を断ったため、呼んでいた大勢の記者達に対しペッパーらと代案を急いで考える羽目になる。
『アベンジャーズ/インフィニティ・ウォー』
日本語吹替 - 藤原啓治
本作では、遂にサノスとの一騎打ちに臨むことになるが、指名手配されているアベンジャーズの僚友たちには複雑な感情を抱いており、スティーブから連絡手段として送られたフリップ・フォンを現在も持ち歩いているにもかかわらず、連絡・追跡等も含め一切のコンタクトを断る頑なな態度をとっている。一方で、ニューヨーク決戦以来、外宇宙からの敵の襲来について考え続けていたため、他のヒーローより考え方が過敏になっており、アベンジャーズが解散となった一因が自分にもある事には負い目を感じているため、いざという時は一人でも戦えるように準備を重ねていた。同時にペッパーとの私生活は、彼女との間に子どもができることを望んでいるように話すほど順調で、スティーヴン・ストレンジ/ドクター・ストレンジにピーター、”ガーディアンズ・オブ・ギャラクシー”たちに振り回され気味になる様子も描かれる。
ペッパーとのランニングデート中にストレンジから呼び出しを受け、“タイム・ストーン”の守護の協力を求められる。当初は協力に否定的であったが、再会したブルースからソーの身に起きたことを聞かされ、共に戦うことを決意。ニューヨークに襲来したエボニー・マウとカル・オブシディアンに応戦すべく、ストレンジとウォン、駆けつけたピーターと共同戦線を張る。ストレンジがマウに拉致されると、彼を救出するべく敵の“Qシップ”へと乗り込み、同じく乗り込んだピーターと力を合わせ、彼の奇策でマウを倒しストレンジを救出した。この戦果により子ども扱いしていたピーターの実力を一層評価し、彼に問われる形で正式なアベンジャーズ加入も認めた。そしてサノスへの奇襲を仕掛けるべくストレンジにも共闘を持ち掛け、そのまま惑星“タイタン”へと移動。そこで出くわしたピーター・クイル/スター・ロード率いるガーディアンズと互いの誤解で戦う羽目になるが、彼らとも協力関係を築き、サノスとの決戦に臨んだ。
激闘の最中、一時は全員でクイルが立てた作戦によりサノスを捕縛して、彼がはめていた“インフィニティ・ガントレット”を奪う寸前まで至った。だが、ガモーラの死に取り乱したクイル自身が作戦を台無しにしてしまったことで形成逆転されてしまい、自らも単身でサノスに挑み続けるも追い詰められ、ストレンジが自分から手放したタイム・ストーンを入手したサノスに地球で“デシメーション”を実行された。その結果、目の前にいたネビュラ以外の同志たちが塵と化して消滅してしまう光景に直面し、敗北感と絶望感を味わうこととなる。
『アベンジャーズ/エンドゲーム』
日本語吹替 - 藤原啓治
本作では、再会したアベンジャーズの僚友たちや数多くのヒーローたちの中心格として“タイム泥棒”やサノスの群勢との最終決戦に挑む。同時に長女モーガンに父親として触れ合う姿も描写される。またタイム泥棒作戦時には、2012年時のトニーがアレクサンダー・ピアースと顔を合わせて揉めた際に、タイムトラベルして来たスコット・ラング/アントマンによって身に付けていたアーク・リアクターをショートされて不整脈を起こし、当時のソーに救われる場面や、1970年にタイムトラベルした際には、“キャンプ・リーハイ”でその髭面を訝しがられるという滑稽な場面も見せる。
物語序盤、壊れた“ベネター号”でネビュラと共に支え合いながら宇宙を22日間も彷徨い、心も体も衰弱しきっていたところをキャロル・ダンヴァース/キャプテン・マーベルに救われ、地球に帰還。スティーブやナターシャ、ソーたちとも久々に再会するが、ピーターやストレンジ、クイルたちを目の前で失った心の傷や絶望感と精神的ダメージは深く、スティーブたちが計画したサノス襲撃に消極的な態度をとり、アベンジャーズの内乱での遺恨から八つ当たり同然にスティーブを責めてしまう。
デシメーションから5年後、ペッパーやモーガンと郊外で隠遁生活を送っていたところ、訪問してきたスティーブたちにタイム泥棒への参加を依頼されるが、妻子のいる今の生活を守りたいために断る。だが、ピーターを眼前で失った悲劇を覆せるかも知れないという可能性を見過ごせず、スティーブたちのタイム泥棒に足りない理論を導き出し、新開発した“タイムスペースGPS”を持ってアベンジャーズへと合流。スティーブと長年のわだかまりを解消し、彼の盾を返還する。
タイム泥棒ではスティーブ、ブルース、スコットとともに2012年のニューヨークに訪れ、当時のアベンジャーズがロキを連行する現場にてスコットと連携して“スペース・ストーン”を宿すテッセラクトを奪おうとするも、当時のハルクとロキに干渉されて失敗。そして、さらなるタイムトラベルに必要な“ピム粒子”とテッセラクトが保管されている1970年のキャンプ・リーハイにスティーブとともに赴き、テッセラクトを入手した直後、当時のハワードと出くわしてしまい、咄嗟に“ハワード・ポッツ”と名乗る。間もなく生まれる子ども（＝トニー）のことを語るハワードに対し、ハグをしながら感謝の言葉を贈って別れた。
2023年に戻ると、ナターシャが亡くなったことに心を傷めるも、ブルースやロケットと共に“ナノ・ガントレット”を作り、ブルースによる“スナップ”で5年前に消滅した全生命が復活したものの、同じくして2014年からタイムトラベルしてきたサノスの群勢との戦いに身を投じることになる。アベンジャーズ及び彼らと所縁ある戦士たちが戦地に駆けつけると、スティーブの号令で全面対決に突入し、リパルサーやユニ・ビームを使用しペッパーと共に空中戦を展開、その最中にピーターやストレンジとも再会。ストレンジからの合図を目にすると、ガントレットを奪ったサノスに掴みかかり、打撃を受けつつも6つのインフィニティ・ストーンを取り戻し、“アイアンマン・アーマー マーク85”に取り込みガントレットを形成して全ストーンから放出されるエネルギーに耐えながら、デシメーション発動に失敗したサノスに対して、「ならば私は、アイアンマンだ」と豪語しながら自らスナップを敢行。ストーンの力でサノスの群勢を全て消し去るも、スナップの反動で極度の深手を負ってしまい、駆け寄ってくれたローディ、ピーター、ペッパーや多くの戦友たちの前で息を引き取る。
トニーの近親者たちやアベンジャーズ及び関係者たちが参列したトニーの葬儀では、彼がタイム泥棒作戦決行前に残したホログラムのビデオレターが再生され、その最後は生前にモーガンからの「3000回愛してる」で締められていた。そして一同からその最期を偲ばれる。
『スパイダーマン:ファー・フロム・ホーム』には本人の直接の出演は無いものの、冒頭のミッドタウン高校のニュースチャンネルで、アベンジャーズのヒーローたちの追悼映像に映っているほか、ピーターたち複数の登場人物の台詞や回想内に頻繁に登場しており、それに加えてニューヨークやヨーロッパ各地でアイアンマンの壁画も描写される。